# Glamour (film)
Glamour is een Amerikaanse dramafilm uit 1934 onder regie van William Wyler.

## Verhaal
De ambitieuze danseres Linda Fayne leert de componist Victor Banki. Hij schrijft een nummer voor haar. Daardoor wordt Linda de ster van de voorstelling. Linda en Victor trouwen en krijgen een kind. Als Linda de zanger Lorenzo Valenti ontmoet, laat ze haar man staan voor hem. Dan keert ze terug naar haar man vanwege hun kindje.

## Rolverdeling
| Acteur             | Personage       |
| ------------------ | --------------- |
| Paul Lukas         | Victor Banki    |
| Constance Cummings | Linda Fayne     |
| Phillip Reed       | Lorenzo Valenti |
| Joseph Cawthorn    | Ibsen           |
| Doris Lloyd        | Nana            |
| Lyman Williams     | Forsyth         |
| Phil Tead          | Jimmy           |
| Luis Alberni       | Monsieur Paul   |
| Yola d'Avril       | Renee           |
| Alice Lake         | Secretaresse    |
| Louise Beavers     | Millie          |